# دانيال أو. مورتون
دانيال أو. مورتون هو محامي وسياسي أمريكي، ولد في 8 نوفمبر 1815 في شورهام في الولايات المتحدة، وتوفي في 5 ديسمبر 1859 في توليدو في الولايات المتحدة. نشط حزبياً في الحزب الديمقراطي. وقد انتخب وكيل وزارة العدل الأميركية.